# روبرت كروفورد
روبرت كروفورد (4 يوليو 1886 في المملكة المتحدة - 1 يناير 1950) (بالإنجليزية: Robert Crawford) هو لاعب كرة قدم بريطاني (وحمل سابقاً جنسية المملكة المتحدة لبريطانيا العظمى وأيرلندا) في مركز الدفاع. لعب مع نادي ليفربول وArthurlie F.C. ‏.